# 资本
资本（法语、英语、西班牙语: Capital，德语: Kapital）， 在经济学里是一种生产要素，為用于生产的耐久財，即资金、厂房、设备、材料等物质资源，用來生產其他商品或產生收入的累積物力與財務資源。例如在狩獵採集社會中，石箭是捕獵工具，屬於资本。道路則是城市居民的资本。资本可以用人工的方式增加，和土地及其他不可再生能源不同。资本不包括住家及車輛之類，沒有直接用在生產商品及服務上的耐久財。
亞當·史密斯定義資本為「一個人的資產中用來產生利潤的部份」。在經濟模型中，資本定義為生产函数中的一個輸入。物質資本在特定時間點的數量稱為資本存量（capital stock）。資本財、實體財或固定資產是一些可以用來生產商品或服務的耐久財或其他非經濟資產。在金融学和会计领域，资本通常用来代表金融财富，特别是用于经商、兴办企业的金融资产。广义上，资本也可作为人类创造物质和精神财富的各种社会经济资源的总称。
簡單而言，资本可以分为三类：
1. 制度或社会生产关系资本。它的提升或增值由社会政治思想等变革来实现；
2. 人力资本；
3. 物力资本，包括自然赋予的和人类创造的两种。

亚当·斯密在《国富论》認為，資本因節儉而增加，因浪費和錯誤運用而減少。因此資本具有儲備的特質，如果因為錯置而用來維持非生產性的項目（如豪奢的暴飲暴食、過度的軍費開支），那麼將資本引入歧途的結果，便是全國的生產價值遭到減損。亚当·斯密也认为，“大國不會因為私人的奢華和誤用資本而陷於貧窮，反而是政府的浪費和措施失當，時常會導致這種後果”。

## 狹義和廣義的資本
在古典經濟學和新古典經濟學中，資本是生产要素中的一項，此外的生产要素還包括土地及勞動。在古典經濟學中，所有其他的資本均稱為無形資產，包括組織、企業家精神、知識、信誉及管理等，有些經濟學則將其分類為才能、社会资本或教学资本等。
资本為生產要素之一的原因如下：
- 在生產製造其他商品的過程中，资本不會立刻的減少（和原料或半成品不同），在製造過程中也不會將此商品耗盡（不過资本會有折舊．也是企業支出的一部份）。
- 资本可以製造，或是用其他方式增加（和生产要素中的「土地」不同，後者是指自然存在的資產，例如礦產）。

這個簡單的分類也延伸到當代的經濟理論中。亞當史密斯提出另一種用存量及流量定義资本的方式，资本是存量，可以估計任何特定時間點下的數值和金額。投资是要加到资本存量中的金額，會用一段時間（例如「每年」）中發生的數值來表示．因此是一種流量。
在马克思主义政治经济学中，將資本視為是社会关系。可以分為以下的形式：
- 不變資本，指转变为生产资料的那部分资本，由于其在生产过程中并不改变自己的价值量，因此被称为不变资本。
- 可變資本，是指转化为劳动力的那部分资本，其成本會依照工资而變動，而且只有在雇主和勞工的雇用關係存在時才需支付。它再生产自身的等价物和一个超过这个等价物而形成的余额——剩余价值。这个剩余价值本身是可以变化的，是可大可小的。这部分资本从不变量不断转化为可变量。因此，这部分资本被称为可变资本。
- 虚拟资本（英语：Fictitious capital），是指无形资产或是像股票、債券及其他證券等可交易的账面财富（英语：Paper wealth）。

早期會將資本視為是有實體的物品，例如在生產製造過程中用到或所需的工具、車輛及建築物。不過1960年代以後經濟學家開始注意更廣義的資本。例如在技術提昇或教育上的投資會視為是提昇人力資本或是知識資本，在智慧財產上的投資則視為提昇智慧資本，不過這些更廣義的資本也帶來了一些疑問或是爭議。

## 現代資本的分類
許多理論及實務上都會將資本分類，大致可以分為以下幾類：
- 金融資本（英语：Financial capital），像股票、債券等，會以资本资产（英语：Capital asset）的形式出現，可以在金融市場中交易。其市場價值不是以其累計的投資金額為準，而是以其市場對於未來盈餘及風險的預期值為準。
- 自然資本，是指固有的自然生態，提供生活所需及其他資源，例如河流可以提供農田水源。
- 社会资本，在私人企業中常會視為是商譽或品牌價值，不過社会资本是一較廣的概念．是指為實現工具性或情感性的目的，透過社會網路來動員的資源或能力的總和。
- 教學資本（英语：Instructional capital），一開始在學術上定義是指有關教學及將知識轉移到原來不具備相關知識的個體，像知識資本及智慧資本也是描述類似的概念．但是其定義和上述學術定義不完全相同，在會計處理上也還沒有一定的共識。
- 人力資本，泛指社会资本、教學資本及個人才能的總和。在技术经济学（technical economic）中會用人力資本來定義平衡成長，也就是人力資本和金融資本的同步提昇。
- 公共資本（英语：Public capital）是一個廣義的詞語，描述視為基础设施，而且不容易描述對生產貢獻的實體資本。公共資本包括了所有政府擁有，可以增加私人企業生產力的資產，包括高速公路、鐵路、機場、水處理設備、電信設備、電力設備、能源設備、都市建築、公共醫院及學校、警察、消防、法院等。不過此一詞語也有爭議，因為其中許多的資產是公有的，也有些是私人的。
- 自然資本是指所有現有的天然資源，包括地質、土壤、空氣、水以及所有的生物。有些自然資本可以提供人們免費的物品或服務，這些資本稱為生態系統資本。自然資本中，肥沃的土壤以及潔淨的水是生態系的基礎，也使得人類可以存活。

有許多的文獻在敘述自然資本及社会资本。這些詞語都反映了一個共識：自然界和社會都有類似傳統定義下工業基礎設施的作用，因此將這些分類為兩種不同的資產十分合理。而且，這些資本會在在生產其他的商品使用，不會在生產過程中將這些資本用光，其中的社會資本也可以由人們的努力而增加。
也有些文獻提到智慧資本及知识产权。不過越來越多文獻會區分資本投資的方式，以及专利、著作權（創意或是個人資本）及商標（社會信用或社会资本）等工具的潛在回報的集合。
以馬克思的理論，以及社會學家及哲學家皮耶·布迪厄的理論為基，學者們在爭議食物領域上「烹飪資本」的重要性，其論點是指食物知識的生產、消費以及分佈本身，可以賦予權力和地位。

## 詮譯
亚当·斯密在《国富论》第二篇的开端，对资本和资产有所描述。他认为，属于某人的财物，就是这个人的资产。出让使用权，以获取利润收益的资产，就是资本。资本的使用方法有两种，一种是买进原料后加工，将制成品卖出去获利，或者是买进商品后转售获利，这样的资本被称作流动资本（circulating capital）。第二种是买进土地、机器设备等，这些不通过转手就能获利的资本，叫固定资本（fixed capital）。
經濟學家亨利·乔治認為像是股票、債券、本票或是其他移轉財富的憑證本身不是真正的財富，因為「其經濟價值是表示某一些人有權享用其他人的收入。」而且「這些憑證的增加或減少不會影響社會上財富的總和。」
有些思想家，像是维尔纳·桑巴特及马克斯·韦伯，認為資本的概念是起源於复式簿记，這是资本主义的基礎性創新。桑巴特在《中世紀與現代商業企業》（Medieval and Modern Commercial Enterprise）中提到：
資本的概念正是來自看待事物的方式：因此可以說，資本這個分類，在复式簿记出現之前並不存在。資本可以定義為用來產生獲利，且進入帳戶的財富總數。
卡尔·马克思對变動資本的定義和大卫·李嘉图的定義不同。在马克思主义政治经济学理論中，变動资本是指資本主義者在人力上的投資，常常只看作是剩余价值的源頭。稱為「可變」的原因是勞動可以產生的價值和其中所消耗的不同，換句話說，其中可以產生新的價值。另一方面，不变资本是指在非人力因素上的生產投資，例如廠房及設備，马克思認為這些設備只貢獻其重置價值在要生產的商品上。
在古典經濟理論中，投资或是資本累積是指資本的增加。投资代表有些生產的貨物沒有立刻消費掉，用來生產其他的貨物（即為資本財）。投資和储蓄有緊密的關係，但是兩者不同。约翰·梅纳德·凯恩斯認為儲蓄是指不將所有的收入用在目前的商品或服務上，而投資是指用來購買其他種類的商品，也就是資本財。
奧地利經濟學派的歐根·博姆-巴維克認為資本密集度可以用生產過程的迂迴性來判斷。他定義資本是較高階的商品，或是用來生產商品的商品，其價值在於未來可以用來生產商品。
人力發展理論將人力資本分為社會、模仿及創意的成份：
- 社会资本是指在經濟體中，人和人之間互信關係產生網路的價值。
- 個人資本（英语：individual capital）是每個人固有的，被社會所保護，為了信任或是金錢和其他人交換勞力。類似的平行概念有技能、獨創性、領導力、鍛煉過的身體、或是天生的技能，這些無法靠其他要素組合來複製的。在傳統經濟學分析中，只將個人資本視為為勞力。
- 教育資本（英语：Instructional capital）在學術上就是人力資本中，不屬於社会资本或個人資本的部份。

資本理論是三重底線會計學的基礎，後來發展為生態經濟學、福利经济学以及許多不同的綠色經濟學。這些都使用了特別抽象的資本概念，其中的資本不需要像耐久品一樣地可以經由生產的方式產生。
剑桥资本争论是以麻省理工學院（地處麻省的劍橋）的新古典綜合派經濟學家和英國劍橋大學的新劍橋學派經濟學家之間的爭論。英國劍橋的經濟學家（包括瓊·羅賓遜及皮耶羅·斯拉法）屬於，他們認為資本財是許多不同種類商品的總和，全部集合起來稱為「資本財」沒有其理論基礎。
政治經濟學家Jonathan Nitzan和Shimshon Bichler認為資本不是生產實體，只是經濟上的實體，資本價值是衡量資本擁有者在整個影響利潤過程中的相對權力。
禀赋（Endowment）是某一事務在處理前的自然狀態，生產製造過程讓禀赋變成為資本。資本可以區分為自然資本及其他，禀赋也可以區分為自然禀赋或是人口禀赋。

## 相关條目
- 资本主义
- 资本市场
- 资本运作
- 投资
- 投资者
- 资本论
- 生产要素
- 生产资料
- 风险投资
- 财富
- 資本深化（英语：capital deepening）
- DIRTI 5（英语：DIRTI 5）
- 資本有機組成（英语：Organic composition of capital）
- 組織資本（英语：Organizational capital）
- 风险投资
- 資產